# Iván Erőd
Dans le nom hongrois Erőd Iván, le nom de famille précède le prénom, mais cet article utilise l’ordre habituel en français Iván Erőd, où le prénom précède le nom.
Iván Erőd, ou Iván Eröd (en hongrois : Erőd Iván), est un compositeur et pianiste autrichien d'origine hongroise né à Budapest le 2 janvier 1936 et mort à Vienne le 24 juin 2019.

## Biographie
Iván Erőd est né à Budapest, en Hongrie, le 2 janvier 1936. Son enfance est marquée par la tragédie, alors que son frère et ses grands-parents sont assassinés à Auschwitz en 1944.
Il étudie à l'université de musique Franz-Liszt avec Pál Kadosa (piano) et Ferenc Szabó (composition). À vingt ans, il fuit la Hongrie, après la révolution de 1956. Il émigre alors en Autriche en 1956 et étudie à l'Académie de musique de Vienne, avec Richard Hauser (piano) et Karl Schiske (composition),. Il suit plusieurs classes d'été à Darmstadt (Internationale Ferienkurse für Neue Musik) et étudie avec Eduard Steuermann et Luigi Nono.
En 1960, il se lance dans une carrière de pianiste. De 1962 à 1968, il est répétiteur solo au Wiener Staatsoper (l'opéra d'État de Vienne) et au Wiener Festwochen (Festival de Vienne). De 1967 à 1989, il enseigne la théorie de la musique et la composition à l'Université de musique à Graz et, plus tard, à l'Académie de musique de Vienne. Parmi ses élèves figurent Rudolf Hinterdorfer, Georg Friedrich Haas, Michele Trenti et Gerhard Präsent.
De 2004 à 2009, il est professeur à l'Université de musique Franz-Liszt de Budapest et, depuis 2009, il est membre de l'Académie des lettres et des beaux-arts Széchenyi (Széchenyi Irodalmi és Művészeti Akadémia).
Après la chute du communisme, il a acheté une ferme en Hongrie.

### Famille
Iván Erőd se marie en 1969 et a cinq enfants. Son fils, Adrian Eröd, est un baryton d'opéra au Wiener Staatsoper. 

## Prix et récompenses
- 1962 : troisième prix au Concours international de piano Ferruccio-Busoni
- 1970 : Österreichischer Staatspreis (prix national d'Autriche)
- 1981 : Musikpreis des Landes Steiermark (prix de musique de Styrie)
- 1986 : Prix de la ville de Vienne de musique
- 2001 : commandeur d'argent de l'ordre du Mérite autrichien[4]
- 2006 : membre honoraire de l'Österreichischer Komponistenbund (Association des compositeurs autrichiens)
- 2009 : membre de l'Académie des beaux-arts Széchenyi

## Œuvre musicale
Stylistiquement, la musique d'Erőd est initialement influencée par les musiciens hongrois, tels que Béla Bartók et Zoltán Kodály. Avant son émigration, puis au cours de ses études à Vienne, il s'intéresse au dodécaphonisme de la Seconde école de Vienne et au sérialisme. Son trio à vent, op. 4 (1957, révisé en 1987), et son Ricercare ed Aria, op. 11 pour quatuor à vent (1965) sont basés sur le dodécaphonisme, ainsi que son premier opéra en 1960, Das Mädchen, der Matrose und der Student (« La fille, le marin et l'étudiant »).
Il compose son deuxième opéra Die Seidenraupen (« Les vers à soie »), de 1964 à 1968, date à laquelle il est interprété pour la première fois lors du Wiener Festwochen (Festival de Vienne), au Theater an der Wien, avec les chanteurs Jeannette Pilou et Oskar Czerwenka. Le compositeur explique que l'œuvre est basée sur trois échelles, destinées aux trois personnages principaux, qui sont dérivées les uns des autres et parfois combinées de façon à conduire à la tonalité. Sa première Sonate pour violon, op. 14 (1969-1970), est un retour à une « nouvelle tonalité », et où il intègre des éléments hongrois et « tziganes ». Il dédie ses Milchzahnlieder (« Mélodies des dents de lait ») pour soprano et orchestre de chambre, op. 17, (1973) et ses Krokodilslieder (« Mélodies du crocodile »), pour baryton et orchestre de chambre, op. 28 (1979), à ses cinq enfants. Erőd compose aussi des œuvres pour orchestre, notamment un concerto pour violon, op. 15 (1973), un concerto pour alto, op. 30 (1979-1980), un concerto pour violoncelle et orchestre, op. 80, créé en 2005 au festival Styriarte, un concerto pour clarinette, op. 88 (2011), ainsi qu'un double concerto pour clarinette et basson, op. 72 (1999), Soirées imaginaires, op. 38 (1981), la Symphonie « From the Old World », op. 67 (1995) et la Seconde Symphonie, op. 75 (2001).
La musique de chambre d'Iván Erőd comprend trois quatuors à cordes, opus 18, 26 et 78, deux sextuors à cordes, op. 45 et 68 et Bukolika pour orchestre de chambre, op. 64 (1994), sur la vie rurale hongroise. Son premier trio avec piano, op. 21, est écrit en 1976, le second, op. 42, en 1982. Il écrit également un trio pour clarinette, violon et piano op. 59 — commande du Trio Verdehr — en 1991, ainsi qu'un quatuor pour piano et cordes op. 54 en 1987. Les deux sonates pour violon et piano op. 14 (1970) et op. 74 (2000) sont parmi ses œuvres les plus populaires. Il a composé aussi des lieder, tels que les Canti di Ungaretti (1988) et Vier Gesänge, op. 44. Le cycle de lieder, Über der Asche zu singen, op. 65 (1994), est le reflet des persécutions de sa famille, lorsqu'il était enfant. Dans les années 1970 et 1980, il est influencé par le jazz et le blues, qu'il montre notamment dans son Concerto pour piano, op. 19, dans le Deuxième trio avec piano, op. 42 (1981-1982) et dans Minnesota Sinfonietta op. 51. Certaines de ses œuvres vocales sont très graves, comme le Vier Gesänge, op. 44 (1983), le cycle de lieder Schwarzerde (« Terre noire »), pour baryton et orchestre, op. 49 (1984-1985) et la cantate Vox Lucis (Voix de la lumière), op. 56 (1988-1989).